# Ron Vlaar
Ron Peter Vlaar (* 16. Februar 1985 in Obdam-Hensbroek, heute zu Koggenland) ist ein ehemaliger niederländischer Fußballspieler.

## Karriere
Als Kind spielte Vlaar sechs Jahre lang bei Apollo’68, ehe er zu SVW’27 nach Heerhugowaard wechselte. Hier machte er in der D-Jugend Scouts von AZ Alkmaar auf sich aufmerksam, die ihn in die Jugend des Ehrendivisionärs holten. Bei AZ war Vlaar achteinhalb Jahre aktiv, hier begann auch in der Saison 2004/05 seine Profilaufbahn. Der 1,89 Meter große Verteidiger rutschte zum Auswärtsspiel in Waalwijk am 23. April 2005 in die vom Verletzungspech verfolgte erste Mannschaft. Schon fünf Tage später kam er im UEFA-Pokal-Halbfinale gegen Sporting Lissabon zu seinem ersten internationalen Einsatz; auch im Rückspiel war er dabei, als AZ in der 120. Minute einen Treffer von Miguel Garcia hinnehmen musste und dadurch um Sekunden aufgrund der Auswärtstorregel das Finale verpasste. Zwei weitere Ligaspiele machte Vlaar in der Saison 2004/05, sieben in der folgenden Spielzeit für AZ, dazu zwei weitere UEFA-Pokalspiele. Im Oktober 2005 wurde er erstmals in die Nationalmannschaft berufen.
In der Winterpause wechselte Vlaar zu Feyenoord, wo er mit seinem ersten Match am 15. Januar 2006 bei Vitesse Arnheim gleich einen Stammplatz erhielt. 16 Spiele machte er für die Rotterdamer bis zum Saisonende. In der Saison 2006/07 verpasste er aufgrund einer Verletzung ein Großteil der Hinrunde, kämpfte sich jedoch noch vor der Winterpause ins Team zurück und erzielte am 17. Dezember 2006 beim FC Utrecht sein erstes Ligator. Die Saison 2007/08 begann ebenfalls vielversprechend, bis Vlaar am 16. September 2007 im Spiel in Kerkrade in der 41. Minute verletzt ausgewechselt werden musste. Den Rest dieser und die komplette Saison 2008/09 musste er wegen der Kreuzbandverletzung am linken Knie und einem Riss im Fuß aussetzen; dennoch verlängerte Feyenoord seinen Vertrag bis 2012. Mit Beginn der Saison 2009/10 kehrte er in die Mannschaft zurück. Bis März 2010 machte er 25 Eredivisiespiele für die Rotterdamer und erzielte zwei Tore, darunter den Siegtreffer beim FC Groningen zum 3:2 in der letzten Spielminute, nachdem Groningen erst zwei Minuten zuvor einen 0:2-Rückstand wettgemacht hatte.
Im Sommer 2012 verließ Vlaar Feyenoord in Richtung England. Er unterschrieb beim Premier-League-Klub Aston Villa einen Dreijahresvertrag, der ihn bis 2015 an das Team aus Birmingham bindet. Vlaar, der seit August 2015 vereinslos war, schloss sich im Dezember seinem früheren Verein AZ Alkmaar wieder an. Nach diversen Vertragsverlängerungen beendete er dann im Februar 2021 seine aktive Karriere.

## Nationalmannschaft
Vlaar hatte 2005 mit guten Leistung bei AZ und bei der Junioren-EM auf sich aufmerksam gemacht, bei der er mit den Gastgebern das Viertelfinale erreichte. Bondscoach Marco van Basten berief ihn in den Kader der A-Nationalmannschaft, in der er am 8. Oktober 2005 beim 2:0-Sieg im WM-Qualifikationsspiel gegen Tschechien in Prag debütierte, als er in der 57. Minute für den damaligen Hamburger Khalid Boulahrouz eingewechselt wurde. Im nächsten Match gegen Mazedonien kam er nicht zum Einsatz, erhielt jedoch am 12. November 2005 im Freundschaftsspiel gegen Italien einen Platz in der Startelf. Nachdem er bei der 1:3-Niederlage in Amsterdam kurz vor der Halbzeit ein Eigentor und sein Gegenspieler Luca Toni nach der Pause einen weiteren Treffer erzielt hatten, wurde er in der 60. Minute gegen André Ooijer ausgewechselt. Seine Länderspielkarriere in der A-Auswahl schien beendet. Mit der U-21-Auswahl wurde er 2006 Europameister. 2007 wurde er Kapitän der U-21; seine Mannschaft verteidigte ihren Titel bei der U-21-EM. Nach einer langen Verletzung spielte er sich durch gute Leistungen bei Feyenoord in der Saison 2009/10 als Alternative in der Innenverteidigung in den A-Kader zurück; Bert van Marwijk wechselte ihn am 3. März 2010 im Testspiel gegen die USA nach der Halbzeit für Joris Mathijsen ein. Nach der Weltmeisterschaft 2010 ernannte van Marwijk Vlaar zum Mannschaftskapitän des Oranje-Teams, das am 11. August 2010 im ersten Freundschaftsspiel der Saison 2010/11 in der Ukraine antrat. Im Kader für dieses Match fehlten allerdings die bei der Weltmeisterschaft in Südafrika eingesetzten Spieler.
Zur Europameisterschaft 2012 wurde Ron Vlaar in den Kader berufen und hatte so sein erstes großes Turnier im Kader der A-Nationalmannschaft. Dieses Turnier verlief für ihn, so wie für die gesamte Elftal enttäuschend.
Dennoch war Vlaar auch danach ein wichtiger Eckpfeiler in der Verteidigung und kam im Verlauf der erfolgreichen Qualifikation zur Weltmeisterschaft 2014 unter Trainer van Gaal fast in jedem Spiel zum Einsatz.
Bei der Weltmeisterschaft selbst spielte Vlaar in jedem der 7 Turnierspiele und konnte sich am Ende über die Bronzemedaille freuen.

## Erfolge
- Niederländischer Pokalsieger: 2008